# Hedysarum linczevskyi
Hedysarum linczevskyi là một loài thực vật có hoa trong họ Đậu. Loài này được Bajtenov miêu tả khoa học đầu tiên.